# Saccoloma laxum
Saccoloma laxum är en ormbunkeart som beskrevs av Robbin C. Moran, Bao-kun Zhang och Øllg. Saccoloma laxum ingår i släktet Saccoloma och familjen Saccolomataceae. Inga underarter finns listade.